# Hercólubus

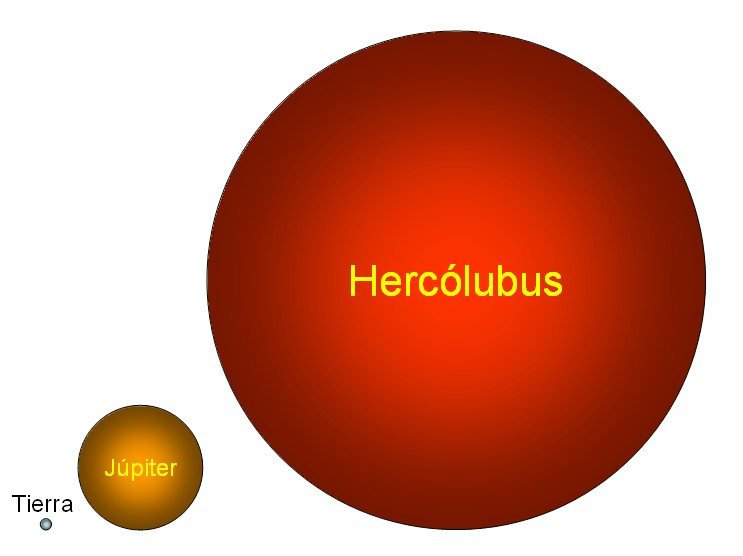
Gráfico comparativo que muestra cómo se vería un planeta que tuviera 4 veces el diámetro de Júpiter, en comparación con este y la Tierra.

Hercólubus (más correctamente Hercóbulus) es un planeta ficticio ideado en la segunda mitad del siglo XX posiblemente por el médium y abogado brasileño Hercilio Maes (1913-1993). 
Varios astrólogos profetizaron que Hercólubus se estaría acercando al planeta Tierra y sería el causante del fin del mundo el 11 de agosto de 1999.
Después del fracaso de la profecía en 1999, el bulo del lejano planeta reapareció aprovechando el supuesto fin del mundo maya el día del solsticio de diciembre de 2012 (que en ese año sucedió el 21 de diciembre a las 11:12 (UTC)).

## Autor
Varios autores escribieron acerca del planeta Hercólubus, pero ninguno cita de qué texto extrajo el asunto (todos escriben como si hubieran recibido la información de maneras sobrenaturales).
- 1956: el médium y abogado brasileño Hercilio Maes (1913-1993) ―quien supuestamente contactaba por vía psicográfica con el extraterrestre Ramatís― nombra a Hercólubus en su obra Mensajes del astral (1956). Allí profetizó que los efectos más catastróficos sobre la Tierra se harían notar en 1999. En las versiones de sus textos posteriores a 2011 no menciona a Hercólubus sino a un «astro intruso».
- 1959: el paramilitar brasileño Aladino Félix («Dino Kraspedón», 1905–2004) en su libro Contatos com os discos voadores (‘contactos con los discos voladores’, 1959) lo nombra como Hercolubus (pronunciado [erkolúbus]).
- En los años sesenta, el gnóstico colombiano Samael Aun Weor (Víctor Manuel Gómez, 1917-1977) nombra al planeta como Hercólubus.
- 1970: lo nombra el ufólogo peruano José Rosciano («Yosip Ibrahim»), en su libro Yo visité Ganímedes.[cita requerida]
- 1998: el gnóstico colombiano Rabolú (Joaquín Enrique Amórtegui Valbuena, 1926-2000) en su libro Hercólubus o planeta rojo (1998) cita a Samael Aun Weor.[cita requerida] En general en las decenas de sitios web acerca de Hercólubus se le atribuye a Rabolú la idea completa. El libro se presenta como una profecía "a muy corto plazo", con advertencias contra las armas atómicas y la inmoralidad:

En Venus no hay degeneramiento sexual como lo hay aquí, que ya hasta los señores curas están casando homosexuales, porque el homosexualismo en ellos no existe; son hombres verdaderos y mujeres verdaderas. Todas estas atrocidades sexuales no se ven sino en nuestro planeta, porque en los demás saben reproducirse sin caer en la fornicación.
Maestro Rabolú, en Hercólubus o planeta rojo, pág. 30

## Nombre en latín
El término Hercóbulum posee la partícula bulum, que es un sufijo instrumental del idioma latín:
- mandíbulum (mandíbula, instrumento para comer).
- vocábulum (vocablo, instrumento para invocar, para ponerle nombre a las cosas).
- stábulum (establo, instrumento para estar).
- venábulum (venablo, instrumento para cazar [venari]).

En el transcurso de los plagios entre autores, la palabra se trastocó de Hercóbulum a Hercólubus.

## Supuesta ubicación
Hercólubus se encontraría en un supuesto sistema solar llamado Tilo, que estaría acercándose a la Tierra y en el siglo XX se profetizó que produciría la hecatombe apocalíptica del fin de los tiempos, el 11 de agosto de 1999.
El escritor Rabolú citó datos pretendidamente astronómicos que considera de relevancia para poder tener en cuenta la supuesta amenaza de Tilo.
Entre estos datos estaría su tamaño, 6 veces mayor que Júpiter y que la acción de su gigantesco campo gravitatorio sería el productor de una gran catástrofe. Afirma que Hercólubus se encuentra aproximadamente a 500 UA (unidades astronómicas: la distancia media entre la Tierra y el Sol, unos 150 millones de kilómetros) de la Tierra y que cuando se acerque hasta 4 UA de la Tierra, generará una catástrofe. Además menciona que en 1999 ya se observaría el planeta como una gran estrella al amanecer.
Según Rabolú en su libro, Hercólubus habría pasado por la Tierra hace unos 13 000 años, destruyendo la antigua civilización de la Atlántida.
Hercólubus, o planeta rojo ha despertado curiosidad en muchos seguidores de las filosofías pertenecientes a la corriente New Age, sin embargo carece de la menor base científica. Rabolú, seguidor de la doctrina neognóstica pregonada por el ya fallecido escritor colombiano Samael Aun Weor (Víctor Manuel Gómez, 1917-1977), sostiene que el objetivo de la aproximación del supuesto Hercólubus es la purificación del aura terrestre.

## Inconsistencias
La comunidad científica niega tajantemente la existencia de algún planeta gigante pero invisible.
Es notoria la completa indefinición acerca de la ubicación exacta del hipotético planeta, que debería incluir la identificación plena de su sistema planetario basado en su estrella central, y los datos orbitales (distancias, es decir perihelio y afelio, ángulo del plano orbital, geometría y período rotacional).
Uno de los fallos más evidentes de las ideas pseudocientíficas sobre las consecuencias de la supuesta existencia de Hercólubus aparece simplemente con la aplicación de la ecuación de Isaac Newton acerca de la gravitación universal.
Si se toman las referencias aportadas por Rabolú en su libro Hercólubus o planeta rojo (1998) tendríamos los siguientes datos:
- dS (distancia media entre la Tierra y el Sol)

dS = 1 UA
dS = 150 millones de kilómetros
dS = 150 000 millones de metros
dS = 1,5×1011 m
- dH (distancia entre la Tierra y Hercólubus durante la presunta catástrofe)

dH = 4 UA
dH = 600 millones de km
dH = 600 000 millones de metros
dH = 6×1011 m
- mH (masa del supuesto Hercólubus)

mH = 6 veces más que la masa de Júpiter (siendo la masa de Júpiter = 1,9 × 1027 kg).
mH = 11,4 × 1027 kg
Según la ley de la gravitación universal clásica: «La fuerza de atracción gravitatoria entre dos cuerpos celestes es igual a la constante de gravitación universal por el producto de la masa de los dos cuerpos en cuestión dividido por la distancia que los separa elevada al cuadrado».
Sabiendo que la masa del Sol (mS) es 1,9891 × 1030 kg
y la masa de la Tierra (mT) es 5,9736 × 1024 kg, aproximadamente, sustituimos todos los datos anteriores en la fórmula obteniendo los siguientes valores:

{\displaystyle F_{S}=G{\frac {m_{S}\cdot m_{T}}{{d_{S}}^{2}}}=6,67428\times 10^{-11}{\frac {1,9891\times 10^{30}\times 5,9736\times 10^{24}}{150.000.000.000^{2}}}=3524,64\times 10^{19}{\text{N}}}

{\displaystyle F_{H}=G{\frac {m_{H}\cdot m_{T}}{{d_{H}}^{2}}}=6,67428\times 10^{-11}{\frac {11,394\times 10^{27}\times 5,9736\times 10^{24}}{600.000.000.000^{2}}}=1,26\times 10^{19}{\text{N}}}

Según esto, la fuerza de atracción que existe entre la Tierra y el Sol es de 3524,64 × 1019 N mientras que la fuerza de atracción que existiría entre el supuesto Hercólubus y la Tierra, al encontrarse a 4 UA (cuando en teoría se produciría el desastre), sería de 1,26 × 1019 N, o sea, apenas el 
0,036 % de la fuerza del Sol.
Para que Hercólubus igualara la fuerza de atracción que ejerce el Sol sobre la Tierra, tendría que estar a una distancia de:

{\displaystyle {d_{H}}^{2}=G{\frac {m_{H}\cdot m_{T}}{F_{H}}}=6,67428\times 10^{-11}{\frac {11,394\times 10^{27}\times 5,9736\times 10^{24}}{3524,64\times 10^{19}{\text{N}}}}=1,28885\times 10^{20}}

{\displaystyle d_{H}={\sqrt {1,28885\times 10^{20}}}=11.352.748.190{\text{m}}}

Esa distancia en metros equivale a 11,35 millones de kilómetros, que es apenas 
0,08 UA. A esa mínima distancia, Hercólubus produciría el mismo efecto beneficioso que ha producido el Sol desde hace 4550 millones de años. Si a esa mínima distancia (0,08 UA) no produciría ningún estrago, entonces mucho menos lo produciría a 4,00 UA.
Por lo tanto, en caso de existir tal colosal planeta, no afectaría de manera significativa a la Tierra.

Un planeta gigante que se estuviera acercando a la Tierra, en algunas versiones citado para el año 1999, en otras para 2005 [que para 2010 ya es tiempo pasado], quedando a entre 10 y 0,5 millones de km de la Tierra, sería perfectamente visible desde la Tierra. Incluso sin tener coordenadas celestes, un cuerpo 6 veces mayor que Júpiter sería muy brillante en el cielo nocturno. Tratándose de un planeta gaseoso, cabría pensar que su atmósfera probablemente estaría compuesta de hidrógeno y helio y tendría características similares a un Júpiter «sextuplicado»; entonces su albedo también sería similar al de Júpiter, y por tanto reflejaría la luz del Sol con similar intensidad; ergo, si Hercólubus estuviera tan cerca como Júpiter (que dista a unos 778 millones de km del Sol), brillaría a una magnitud de −10, casi 3 veces más brillante que Venus (el lucero del alba). Si estuviera a unos 10 millones de km, su tamaño aparente sería monstruoso.
Astrinus: astronomía básica y avanzada para aficionados (anónimo)

## Actuales atribuciones de Hercólubus
Muchos seguidores de las doctrinas del gnosticismo colombiano sostienen que Hercólubus es el conocido planeta extrasolar WASP-5b que orbita la estrella WASP-5 (en la constelación del Fénix)[cita requerida]. Pero la distancia estimada entre la Tierra y dicha constelación es de 967 años luz, siendo abismal la diferencia con la distancia del pretendido Hercólubus.
En algunos sitios web se declara que Hercólubus es la estrella de Barnard.
Pero esta estrella se encuentra a poco menos de 6 años luz de la Tierra.
Para llegar a la Tierra en menos de un siglo debería viajar a una velocidad media de 16 000 km/s, fracción significativa de la velocidad de la luz. A pesar de que se está acercando al sistema solar, la Estrella de Barnard estará en su punto más cercano al Sol dentro de unos 11 700 años, cuando se encontrará a 3,8 años luz.
En la actualidad, y desde hace al menos 32 000 años, la estrella más cercana al Sol es Próxima Centauri, a 4,22 años luz. Seguirá siendo la estrella más cercana durante al menos otros 9000 años, cuando será suplantada por la estrella de Barnard.